# Cleora panagrata
Cleora panagrata là một loài bướm đêm trong họ Geometridae.